# Susumu Hani
Susumu Hani, jap. 羽仁 進 (ur. 10 października 1928 w Tokio) – japoński reżyser i scenarzysta filmowy. Jeden z głównych przedstawicieli tzw. japońskiej nowej fali lat 60. XX w.
Pracę w branży filmowej zaczął od tworzenia krótkometrażowych filmów dokumentalnych, co odcisnęło piętno na jego późniejszym dorobku fabularnym. Jego pełnometrażowym debiutem byli Źli chłopcy (1961). W filmach Ona i on (1963) oraz Narzeczona z Andów (1966) w głównej roli obsadził swoją żonę Sachiko Hidari. Zdobyła ona Srebrnego Niedźwiedzia dla najlepszej aktorki na 14. MFF w Berlinie za rolę w pierwszym z nich.
Hidari w 1977 złożyła pozew o rozwód z Hanim po tym, jak przyłapała męża na romansowaniu ze swoją młodszą siostrą Kimiko Nakamurą. Po rozwodzie córka Miyo Hani mieszkała razem z ojcem i zerwała wszelkie kontakty z matką; nie uczestniczyła również w jej pogrzebie.